# Kadriorg
Kadriorg ("Katarinadalen") är en stadsdel i distriktet Kesklinn i Tallinn i Estland. Stadsdelen har sitt namn efter Kadriorgs slott som ligger här. Slottets huvudbyggnad är idag filial till det statliga konstmuseet och inrymmer ett museum för västerländsk och rysk historisk konst, medan administrationsbyggnaden i slottsparken inrymmer Estlands presidents residens. 
I slottsparken ligger även det estniska museet för modern konst, Kumu, färdigställt 2006.